# Felice de Giardini
Felice de Giardini (Degiardino), (12. dubna 1716, Turín – 8. června 1796, Moskva), italský houslista a hudební skladatel, příslušník neapolské operní školy.

## Život
Hudební kariéru zahájil Giardini jako zpěvák v chlapeckém sboru v Miláně. Hudbu studoval v Turíně. V roce 1730 začal hrát na housle v divadelních orchestrech Neapole a Říma.
V divadle San Carlo se dostal do vážného sporu se skladatelem Niccolò Jommellim, když údajně nevhodně upravoval melodickými ozdobami houslové party v jeho operách.
V padesátých letech oslňoval publikum v hlavních evropských městech jako sólový houslista. Jeho slávu překonal až o 50 let později Nicolo Paganini. Koncertní dráha ho přivedla v roce 1750 do Londýna, kde účinkoval na společných koncertech s Johannem Christianem Bachem, Carl Friedrich Abelem a Johannem Christianem Fischerem. Po čtyřicet let řídil v Londýně italskou operní scénu a komponoval pro ni své opery. Stal se také přítelem a hudebním rádcem vévody s Gloucesteru.
Po návratu do Itálie se nepříliš úspěšně pokusil založit operní společnost.
V roce 1796 přijal angažmá v Rusku. Krátce po příjezdu do Moskvy onemocněl a zemřel.

## Dílo

### Opery
- Rosmira (1757, Londýn)
- Siroe (1763, Londýn)
- Enea e Lavinia (1764, Londýn)
- Il re pastore (1765, Londýn)
- Sappho (cca 1778, ztracena)

### Oratorium
- Ruth (1763 až 1768, nedokončeno)

### Instrumentální dílo
- 6 triových sonát, op.1 (1750)
- 6 houslových duet, op.2
- 6 houslových duet, op.3
- 12 houslových sonát, (1755 Londýn), věnováno Herzog von Lüneburg Braunschweig
- 6 houslových sonát, op.4 (1765)
- 6 houslových sonát, op. 5 (1758)
- 6 klavírních kvintet, op. 11
- Sonáty op.13
- 6 smyčcových trií, op. 17
- 6 sonát, op. 18
- 7 smyčcových trií, op.20
- Hobojový kvartet, op.25
- 6 smyčcových trií, op. 26
- 6 triových sonát, op. 28 (1790)
- 6 smyčcových kvartet
- 12 houslových koncertů
- Koncert pro flétnu, housle a harfu
- 2 smyčcová tria (op. posth.)
- Četné klavírní skladby a pedagogická literatura pro klavír, housle a violoncello